# Mitja Gaspari
Mitja Gaspari (nacido el 25 de noviembre de 1951) es un economista, empresario y político esloveno. Trabajó como Ministro de Desarrollo Económico en el gobierno de Borut Pahor.
Gaspari nació en Liubliana. Estudió economía en la Universidad de Liubliana y se graduó en Economía Monetaria en la Universidad de Belgrado, en la Facultad de Economía. Trabajó en el Banco Nacional de Yugoslavia, donde se convirtió en vicegobernador en 1988. En septiembre de 1991, se convirtió en asesor senior en el Banco Mundial. Entre 1992 y 2000, trabajó como Ministro de Economía esloveno en los gobiernos de Janez Drnovšek. Aunque es afín a la Liberal Democracia de Eslovenia, nunca se unió al partido. 
Gaspari sirvió como gobernador del Banco de Eslovenia entre 2001 y 2007. Durante su mandato, Eslovenia adoptó el euro como su moneda oficial.
Gaspari fue uno de los candidatos en las Elecciones presidenciales de Eslovenia de 2007, apoyado por la Liberal Democracia de Eslovenia. Recibió el 24,09% de los votos en la primera vuelta, acabando tercero.
En 2008, fue nombrado Ministro de Desarrollo Económico en el gobierno de izquierdas de Borut Pahor.